# Ophiomyia centrosematis
Ophiomyia centrosematis är en tvåvingeart som först beskrevs av de Meijere 1940.  Ophiomyia centrosematis ingår i släktet Ophiomyia och familjen minerarflugor. Inga underarter finns listade i Catalogue of Life.